# Islamkritisk Netværk
Islamkritisk Netværk er stiftet maj 2006  af Katrine Winkel Holm og Thomas Reinholdt Rasmussen. Der er omkring 120 tilknyttede, hvoraf de fleste ligesom Winkel Holm er fra den kirkelige bevægelse Tidehverv.
Med netværket vil man gennem studier af islam, offentlige møder og den offentlige debat slå fast, at kristne og muslimer ikke tror på den samme gud.
Blandt netværkets deltagere er andre markante teologiske personligheder, blandt andre Niels Højlund. Sørine Gotfredsen har ligeledes været medlem, men udtrådte primo juli 2006. Det er uklart om netværket stadig er aktivt; Deres websted er ikke opdateret siden 2012.